# Alataou de Talas
Pour les articles homonymes, voir Talas.
L'Alataou de Talas, en kirghize : Талас Ала-Тоосу ; en kazakh : Талас Алатауы ; en russe : Таласский Алатау, est un massif montagneux du Tian Shan occidental, dont la plus grande partie se trouve au Kirghizistan, une petite partie à la frontière méridionale du Kazakhstan et une autre dans la partie septentrionale de l'Ouzbékistan. Ce massif sépare la vallée de Talas d'autres massifs et vallées appartenant au système montagneux du Tian Shan occidental.

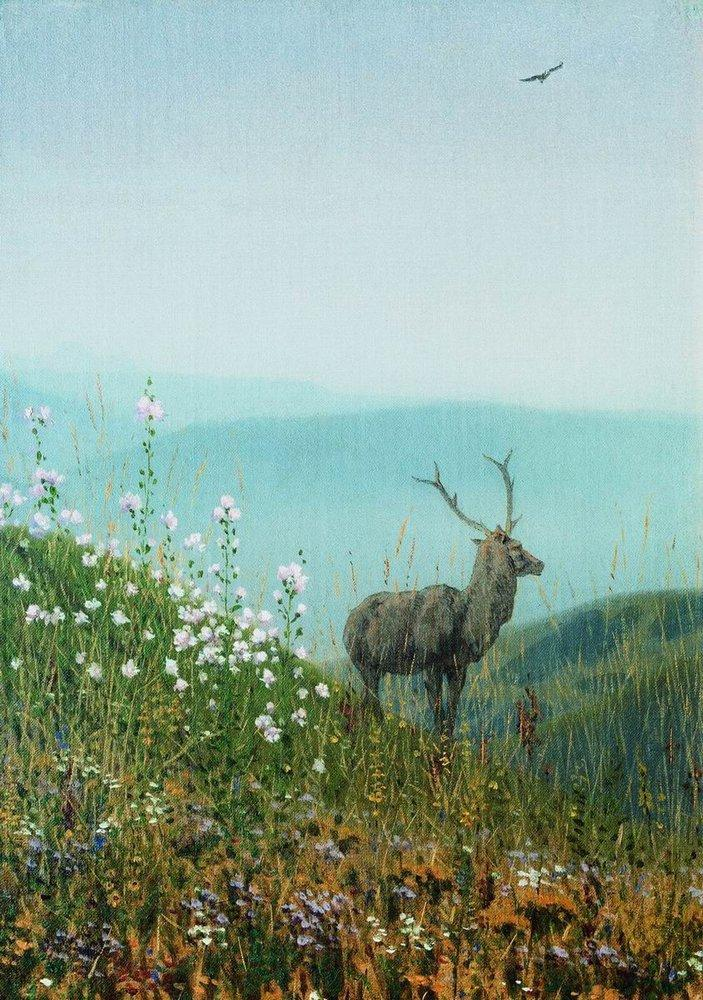
Dans les montagnes de l'Alataou, tableau de Verechtchaguine (1870)

Il s'étend sur 270 km de longueur avec un point culminant au mont Manas (4 482 m). Ses glaciers alimentent les rivières Talas et Arys. Des torrents forment plus en amont la rivière Pskem. Sa végétation est de type alpin ou subalpin avec des pâtures.
On trouve quatre cols principaux dans le massif dont le col d'Ötmök (fermé en hiver) qui marque l'entrée à l'est. La route principale de Bichkek à Och passe par le col d'Ala-Bel, à l'est, et traverse la réserve naturelle du Tchitchkan avant de se diriger vers le sud vers un autre col qui mène à la province de Jalal-Abad. Le col de Kara-Bououra (route) et le col de Terek (pas de route importante) conduisent également au sud. Le sud du massif est bordé par la vallée du Tchatkal.